# Robert Sapolsky
Robert Morris Sapolsky (Brooklyn, Nueva York, 6 de abril de 1957) es un científico (neuroendocrinólogo) y escritor estadounidense. Es profesor de ciencias biológicas y neurología en la Universidad de Stanford e investigador asociado en el Museo Nacional de Kenia. En 2018 se publicó la traducción al español de su libro de divulgación científica Compórtate, acerca de la agresividad en el ser humano, y en 2023 el libro Decidido, sobre el determinismo biológico.

## Educación
Obtuvo su licenciatura en Antropología Biológica summa cum laude en la Universidad de Harvard. Posteriormente viajó a Kenia, donde comenzó sus estudios en babuinos salvajes sobre el rol del estrés en las enfermedades físicas. Al regresar, asistió a la Universidad Rockefeller, donde recibió su doctorado en neuroendocrinología mientras trabajaba en el laboratorio de endocrinología de renombre mundial de Bruce McEwen.

## Carrera
Sapolsky es actualmente profesor en la John A. Cynthia Fry Gunn y la Universidad de Stanford, con citas comunes en varios departamentos, que incluyen ciencias de la vida, la neurología y las ciencias neurológicas y la neurocirugía.
Como neuroendocrinólogo, centró su investigación en los problemas de estrés y la degeneración neuronal, así como las posibilidades de las estrategias de terapia génica para la protección de las neuronas sensibles a la enfermedad. Actualmente está trabajando en las técnicas de transferencia genética para fortalecer las neuronas contra los efectos discapacitantes de los glucocorticoides. Sapolsky también visita Kenia cada año para estudiar una población de monos salvajes con el fin de identificar las fuentes de estrés en su entorno, y la relación entre personalidad y patrones de enfermedades ligadas al estrés en estos animales. Más específicamente, Sapolsky estudió los niveles de cortisol entre el macho alfa y la hembra, y los subordinados para determinar los niveles de estrés.
También está interesado en el papel de los trastornos esquizotípicos de la personalidad en el surgimiento y desarrollo del chamanismo y las principales religiones occidentales. En este contexto, ha observado similitudes entre el comportamiento obsesivo-compulsivo y los rituales religiosos.

## Vida privada
Está casado con Lisa Sapolsky, y son padres de Rachel y Benjamin Sapolsky. Es hijo de inmigrantes judíos provenientes de la Unión Soviética. Su padre, Thomas Sapolsky, fue arquitecto, y renovó los restaurantes Lüchow's y Lundy's de Nueva York. Robert fue criado como judío ortodoxo, y se la pasaba leyendo sobre los gorilas lomo de plata. A los 12 años, les escribía cartas a sus primatólogos favoritos. Asistió a la Preparatoria John Dewey, y en ese entonces ya leía libros de texto sobre ese tema y estaba aprendiendo suajili.

## Homenajes
Sapolsky ha recibido numerosos honores y premios por su trabajo, incluyendo la prestigiosa beca MacArthur, también conocida como «beca de los genios», en 1987, una P. Alfred Sloan Fellowship, y la Comunidad Klingenstein en Neurociencias. También fue galardonado con el Premio Presidencial de Jóvenes Investigadores de la Fundación Nacional de Ciencias y con el premio Investigador Joven del Año por la Sociedad para la Neurociencia, la Sociedad Internacional de Endocrinología-Psiconeuro y la Sociedad de Psiquiatría Biológica.[cita requerida]

## Libros
- El estrés, el envejecimiento del cerebro y los mecanismos de muerte neuronal (MIT Press, 1992). ISBN 0-262-19320-5.
- ¿Por qué las cebras no tienen úlceras? (1994, Holt / Búho Rep. 3 ª Ed., 2004). ISBN 0-8050-7369-8.
- El problema con la testosterona y otros ensayos sobre la biología de la condición humana (Scribner, 1997). ISBN 0-684-83891-5.
- Los monos de la comida chatarra (Editorial Headline Book, 1997). ISBN 978-0747276760.
- Memoria de un primate (2002; traducción de Josefina Ruiz Hernández, editorial Capitán Swing, 2015, 416 páginas) ISBN 978-84-943816-3-8.
- Compórtate (2017; traducción de Pedro Pacheco González, editorial Capitán Swing, 2018, 982 páginas).[1]
- Decidido (2023; traducción de Mariano Guirao, editorial Capitán Swing, 2024, 560 páginas) ISBN 978-84-127798-3-7.